# Jordy Kuiper
Jordy Kuiper (nacido en Groningen, Países Bajos, el 2 de junio de 1995) es un baloncestista neerlandés. Con 2,06 metros de estatura y zurdo, juega en la posición de ala-pívot en las filas del Donar Groningen de la BNXT League. 

## Trayectoria deportiva
Tras iniciar su formación en la Canarias Basketball Academy, se trasladó a la Universidad UNC Greensboro, situada en Carolina del Norte, donde realizó su ciclo universitario entre 2013 y 2018. Allí formó parte de la plantilla de los Spartans, con los que disputó la División I de la NCAA graduándose en 2017/18 con promedios de 7 puntos y 4.8 rebotes, siendo titular en los 34 encuentros que disputó.
En verano de 2018 firma su primer contrato profesional con el UMF Grindavik, club de la Domino's League (primera división) islandesa, disputando 26 partidos en los que promedia 16.8 puntos y 7.8 rebotes.
En agosto de 2019 se anuncia su fichaje por el Cáceres Patrimonio de la Humanidad, club de la Liga LEB Oro española. Promedió 9 puntos y 5.1 rebotes en los 23 partidos que disputó en la temporada 2019/20 hasta su conclusión prematura debido a la pandemia de coronavirus.
En la temporada 2020/21 ficha por el CEP Lorient, equipo de la NM1 (tercera división francesa) con el que disputó 12 partidos en los que registró medias de 7.2 puntos y 2.7 rebotes.
El 2 de agosto de 2021 se compromete con el Real Valladolid Baloncesto de la Liga LEB Oro. Disputa 34 encuentros en la temporada 2021/22 promediando 6.5 puntos y 2.5 rebotes. 
Renovó con el equipo pucelano en la temporada 2022/23, que completó con promedios de 5.6 puntos y 2.6 rebotes en algo menos de 20 minutos de juego por encuentro.
El 29 de agosto de 2023, firma por el Donar Groningen de la BNXT League.